# Fissidens saulensis
Fissidens saulensis là một loài Rêu trong họ Fissidentaceae. Loài này được R.A. Pursell & W.R. Buck mô tả khoa học đầu tiên năm 1996.